# 바르치스와프 1세

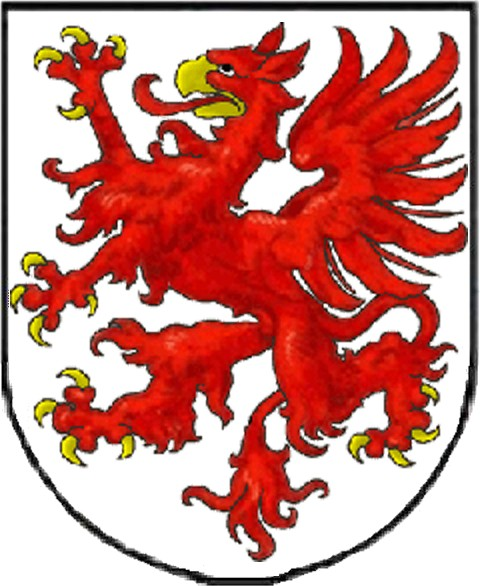
그리프가의 문장

바르치스와프 1세(폴란드어: Warcisław I: ?-1135년 8월 9일)는 역사적으로 확인되는 첫 번째 포모제인의 공작이며 그리프가의 창시자다.
그에 관한 정보 대부분은 선교사 오토 폰 밤베르크의 생애에 관한 기록들에서 찾을 수 있다. 바르치스와프 1세는 슬라브족이었으며, 12세기로 넘어갈 때쯤 태어났다. 생애 초기에 작센인들의 포로로 잡혔다가 세례를 받은 뒤로 기독교도가 되었으나 그의 백성들은 여전히 이교도였기에 그 사실을 숨겼다. 1109년 나쿠오 전투에서 폴란인의 공작 볼레스와프 3세 크시보우스티에게 패배했고, 1120년에서 1123년 사이 언젠가 볼레스와프 3세의 봉신이 되었다. 바르치스와프 1세는 볼레스와프 3세에게 조공을 바치고 포모제인들을 기독교로 개종시킬 것에 합의했다. 바르치스와프 1세는 볼레스와프 3세와 함께 오토 폰 밤베르크가 포모제인들에게 선교하는 것을 지원했다. 1124년 바르치스와프 1세의 거처는 카미엔포모르스키에 있었다.
바르치스와프 1세가 마지막으로 언급되는 기록은 삭소 그라마티쿠스의 연대기에 있다. 1129년 또는 1130년에 폴란드-덴마크 연합군이 포모제를 원정했다. 바르티스와프 1세는 덴마크 국왕 닐스 스벤손의 포로로 잡혔으나 "오보트리테의 왕" 크누트 라바르드가 개입하여 석방되었다.
오토 폰 밤베르크 전기에서, 바르치스와프의 아내는 이름이 밝혀져 있지 않으나 기독교인이었다고 한다. 오토 폰 밤베르크는 바르치스와프 1세가 기독교도 아내와 결혼하기 전에 24명의 처첩과 이혼할 것을 강요했다. 바르치스와프 1세 시대로부터 거의 400년 뒤의 사람인 토마스 칸초프는 바르치스와프 1세가 작센 사람 하일라(Heila)와 결혼했고 하일라가 1128년 죽자 닐스 스벤손 또는 크누트 라바르드의 딸 이다(Ida)와 결혼했다고 썼다. 하지만 이런 내용인 이후 역사학자들에 의해 신빙성의 의문이 제시되었다. 에드바르드 리마르는 바르치스와프 1세의 아내가 독일계였다면 오토 전기에서 그 사실을 언급하지 않을 리가 없다고 이를 부정했다.
바르치스와프 1세는 2남 1녀를 두었다. 두 아들 보구스와프 1세와 카지미에시 1세 디민스키는 나중에 포모제 공작이 되었고, 딸 보이슬라바(Woizlava)는 프리비슬라프 추 메클렌부르크와 결혼했다.
바르치스와프 1세는 오늘날의 독일 메클렌부르크포어포메른주 포어포메른그라이프스발트 슈톨페안데어페네 근교에서 이교도 백성들에게 살해되었다. 공작위는 동생 라치보르 1세가 계승했다.